# Sassofono contralto
Il sassofono contralto, a volte abbreviato alto, è la voce di contralto della famiglia dei sassofoni.

## Caratteristiche
Tra tutti gli strumenti della famiglia, è quello che offre il miglior compromesso tra dimensioni, peso, imboccatura, ergonomia delle mani e problemi d'intonazione. Infatti è il sax virtuoso per eccellenza: la sua espressività nelle mani di un bravo strumentista è duttile, la sua agilità come quella dei flauti, oltre al poter raggiungere un'elevata intensità; le sue applicazioni musicali sono molteplici.

### Estensione
Si tratta di uno strumento traspositore in Mi♭. La sua estensione reale va dal Re♭2 al La4, ma, come per tutti i sassofoni, viene scritta dal Si♭2 al Fa♯5.

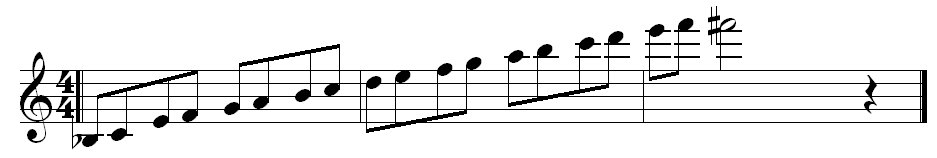
Estensione scritta del sassofono contralto

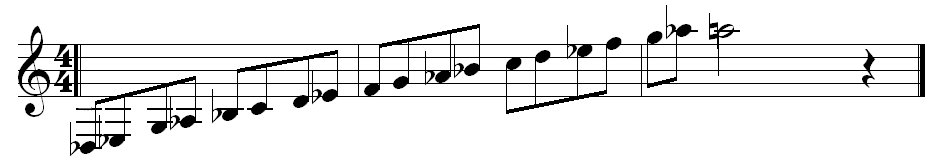
Estensione reale del sassofono contralto

### Storia
È stato inventato dal belga Adolphe Sax nel 1841 con l'intento di riunire ottoni e legni. Inizialmente creato per uso bandistico ebbe molto successo nell'ambito del jazz per le sue capacità espressive.